# KFJOB – Füred bis Szt. Mihály
Die Dampflokomotiven FÜRED bis SZT. MIHÁLY waren Schnellzug-Schlepptenderlokomotiven der Kaiser Franz Joseph-Orientbahn (KFJOB), einer Privatbahngesellschaft Österreich-Ungarns.
Die KFJOB bestellte 1857 zunächst fünf Stück 1B-Schnellzuglokomotiven bei der Wiener Neustädter Lokomotivfabrik, denen 1859 weitere baugleiche zwölf Stück bei der Maschinenfabrik Esslingen folgten (PRAGERHOF bis DRAU).
Die Maschinen hatten Außenrahmen, Hallsche Kurbeln und außenliegende Stephenson-Steuerung.
Die Südbahngesellschaft (SB) übernahm sie als Reihe 13 (ab 1864 Reihe 18).
Sie waren die ersten Lokomotiven der SB, die selbst bremsbar waren; davor hatten nur die Tender Bremsen.
Da die Maschinen die an sie gestellten Erwartungen voll befriedigten, bestellte die SB weitere 17 Stück bei der Lokomotivfabrik der StEG und nochmals drei Stück bei der Wiener Neustädter Lokomotivfabrik.
Insgesamt waren also 70 Maschinen vorhanden.
Als sie für die österreichischen Bergstrecken zu schwach und von den Loks der Reihe 17a,b,c,d abgelöst wurden, setzte man sie auf den ungarischen Strecken der Südbahngesellschaft ein.
Die BBÖ reihten 1924 19 Stück als Reihe 118 ein, die bis 1932 ausgemustert wurde.
Die FS ordneten 26 Stück als FS 122 ein.
Zwei Stück gingen nach Jugoslawien.